# Filippo Nicoletti
Filippo Nicoletti (Tavullia, 8 febbraio 1931 – Roma, 22 febbraio 2011) è stato un calciatore italiano.
Cresciuto nella Lazio, il 20 aprile 1952 gioca la sua unica partita in Serie A, la sconfitta interna per 1-2 dei capitolini contro l'Atalanta.
Tra il 1952 e il 1959 prende parte a sette campionati di Serie B: i primi sei con la maglia del Messina, l'ultimo difendendo i colori del Lecco.